# 왕리얼 엔진
왕리얼 엔진(Wangreal Engine)은 대한민국 게임업체인 손노리에서 자체 개발한 게임 엔진으로 언리얼 엔진의 이름을 패러디하였다.
광역 렌더링에 특화가 되어있어 넓은 범위를 원활하게 구현할 수 있다는 것이 특징이다. 현재 엔트리브 소프트에서 프로젝트 폭스를 위해 대대적인 개량작업이 이루어지고 있으며 이름도 W(Wangreal의 머리글자)로 바꾸었다.

## 버전

### 1세대
물리현상에 대한 작업이 되어있지 않아 모든 캐릭터의 머리카락이 흔들리지 않는다. 그러나 3차원 엔진이라는 점에서는 확실히 보통 자체개발엔진 보다 좋은 편이다.
적용된 게임은 대표적으로 화이트데이: 학교라는 이름의 미궁이 있다.

### 2세대
골프 물리학에 대한 연구를 통해 물리현상이 추가되어 용량이 증대했다. 정확히 말하자면 팡야라는 게임에 특화시킨 엔진이다.

### 3세대
왕리얼 엔진의 계보를 잇는 차세대 엔진. 폭스에 적용 예정.

## 적용된 게임
- 화이트데이 - 1.0
- 팡야 - 2.0
  - 판타지 골프 팡야 포터블(PSP 이식버전) 포함
- 프로젝트 폭스 (개발중) - 3.0